# Papyrus 140
Papyrus 140 of {\displaystyle {\mathfrak {P}}^{140}} (volgens de nummering van Gregory-Aland) is een Grieks afschrift van het Nieuwe Testament, geschreven in de vijfde eeuw op papyrus. Papyrus 140 bestaat uit één fragment, recto en verso in één kolom: recto telkens de eerste letters van vier regels uit Handelingen 7:54-55, verso telkens de laatste letters van vijf regels uit Handelingen 7:57-58. Vermoed wordt dat  het handschrift afkomstig is uit dezelfde codex als papyrus 127.
Het handschrift wordt bewaard in het Istituto Papirologico 'G. Vitelli' in Florence onder nummer PSI inv. 1971.